# Super eroinele DC
Super eroinele DC (în engleză DC Super Hero Girls) este un serial animat american cu supereroi, produs de Warner Bros. Animation și DC Entertainment, lansat între 2015 și 2018 pe YouTube.